# Heptaminol
L'heptaminol est un alcool comportant une fonction amine -NH2. Son énantiomère R est utilisé en pharmacie sous forme de chlorhydrate d'heptaminol.
Il entre dans la catégorie des stimulants du système cardiovasculaire.
Son effet est relativement léger, puisqu'il est en vente libre, sans ordonnance.
On le trouve dans le traitement de l'asthénie (Débrumyl) et de l'hypotension orthostatique (Heptamyl).

## Utilisation de l'heptaminol comme produit dopant
L'heptaminol est un produit dopant faisant partie des substances interdites en compétition par le Code mondial antidopage, dans la catégorie des stimulants. Il figurait dans les premières listes de substances interdites publiées par l'Union cycliste internationale (1967) et le Comité international olympique (1968).
En 2008 le coureur cycliste Dmitriy Fofonov a été testé positif lors du Tour de France. En 2010, le nageur Frédérick Bousquet a été testé positif lors du Meeting de Canet-en-Roussillon.
En 2013, l'échantillon A du coureur cycliste français Sylvain Georges (AG2R La Mondiale) a été testé positif lors de la septième étape du Tour d'Italie.